# Conrado Nalé Roxlo
Conrado Nalé Roxlo (Buenos Aires, Argentina; 5 de febrero de 1898 - ibidem, 2 de julio de 1971) fue un poeta, escritor, periodista, guionista, libretista, dramaturgo y humorista argentino. Fue director de dos revistas de humor: Don Goyo y Esculapión.

## Trayectoria
Fue el segundo hijo de uruguayos de ascendencia francesa y española y vivió en el barrio porteño de Caballito, frente al Parque Rivadavia. Amigo fraterno de Roberto Arlt, se casó con Teresa Isabel de la Fuente en julio de 1936,  y tuvieron dos hijas: Carmen Silvia y María Teresa. De formación autodidacta, su primer libro de versos, El grillo, fue premiado en 1923. El segundo, Claro desvelo, fue publicado por la editorial Sur en 1937 y reimpreso por Losada en 1942. Muchos de sus poemas fueron traducidos al inglés, francés e italiano. De otro cielo (1952) constituye su tercer acercamiento a la lírica. En 1967 apareció su Poesía completa.
En 1941 representó en Buenos Aires su primera pieza teatral, La cola de la sirena (1941), que fue premiada e impresa tres veces y trata de un hombre enamorado de una sirena. También ganó un premio su farsa Una viuda difícil, estrenada en 1944. El pacto de Cristina (1945), otra pieza teatral, también fue galardonada y trata nuevamente el tema de Fausto; otras piezas fueron El neblí, Reeencuentro y Judith y las rosas (1956), que es una nueva versión cómica del mito bíblico. Con La cola de la sirena y Judith y las rosas fue dos veces Premio Nacional de Teatro. En su teatro domina el lenguaje poético y la temática fantástica e irreal. También ha escrito guiones cinematográficos, como Historia de una carta (1957), Loco lindo (1936), Madame Sans Gene (1945), Una novia en apuros (1942), Una viuda difícil (1957) y Delirio (1944).
Escribió además un hilarante libro de pastiches literarios en prosa y verso de escritores españoles, americanos y europeos, Antología apócrifa (1943). El segundo volumen de esta antología fue publicado en 1969 con el título Nueva Antología Apócrifa.
Con los seudónimos de Chamico y Alguien, publicó en diarios y revistas regularmente cuentos humorísticos por espacio de veinte años, que reunió en colecciones: Cuentos de Chamico (1941), El muerto profesional (1943), Cuentos de cabecera (1946), La medicina vista de reojo, Mi pueblo (1953) y Sumarios policiales. Fue también conferenciante y dirigió el semanario humorístico Don Goyo y el semanario satírico para médicos Esculapión, así como el suplemento literario del diario Crítica.
Las puertas del purgatorio fue Premio Nacional de Letras de 1955. También es autor de la novela Extraño accidente (1960).
Cultivó la literatura infantil, donde logró obras maestras como La escuela de las hadas. Junto con M. Mármol escribió las biografías de Amadeo Villar (1963) y Alfonsina Storni (1965). Perteneció a la comisión directiva de la Sociedad Argentina de Escritores.
Falleció en Buenos Aires el 2 de julio de 1971, a los 73 años.
Yace en la galería de nichos 19 del Cementerio de la Recoleta (de la ciudad de Buenos Aires). No hay placa que lo recuerde.
El 1 de abril de 1998, al cumplirse el centenario de su nacimiento, la escritora María Esther Vázquez escribió en el diario La Nación, de Buenos Aires:

Su obra poética comprende sólo tres libros: El grillo, Claro desvelo y De otro cielo. Y, sin embargo, hoy que la poesía sufre el vacío de un tiempo aparentemente sin destino, los versos de Nalé Roxlo vuelven a la memoria como un resplandor en el crepúsculo:
Va la sirena muerta por el río
con una flecha al corazón clavada,
y desde la ribera desolada
mis lágrimas la siguen por el río.
Mía no fue, pero fue un sueño mío.
¿Quién la devuelve al mar asesinada?
¿Por qué pasa ante mí, muerta y dorada?
¿Dónde perdió su corazón y el mío?
¿En qué arrecife de coral distante
irá a encallar su frágil hermosura?
Con ella encallará mi sueño amante.
Y del dardo mortal la pluma oscura
indicará en la tarde al navegante
que allí tiene la mar más amargura.